# Андреа (певица)
Вижте пояснителната страница за други личности с името Андреа.
Андреа е българска попфолк и поп изпълнителка.

## Биография

### Ранни години
Андреа е родена като Теодора Руменова Андреева на 23 януари 1987 година в София. През 2006 г. завършва средното си образование в Първа частна английска гимназия „Уилям Шекспир“, а докато е ученичка в продължение на 11 години учи на немски език в „Гьоте-институт“.

### Кариера в попфолка

#### 2006 – 09: Началото: „Огън в кръвта“ и „Мен си търсил“
Андреа дебютира на музикалната сцена през юни 2006 година със записания и издаден от самата нея попфолк сингъл „Като непознат“, последван от видеоклип на песента. Малко след това тя подписва договор с водещата българска продуцентска компания за попфолк музика „Пайнер“ и в края на годината излиза видеоклип към песента „Не съм такава“, кавър версия на песен на сръбската певица Лепа Брена.
През пролетта на 2007 година Андреа снима видеоклип към песента „Хладна нежност“, в който участва и боксьорът Кубрат Пулев. През март 2008 година Андреа издава с „Пайнер“ първия си самостоятелен албум, озаглавен „Огън в кръвта“.
В началото на март 2009 година Андреа представя видеоклип на песента „Избирам теб“, След два месеца излиза видеоклип към песента „Мен си търсил“. а през лятото – на дуета с румънския музикант Кости Йонита, като в клипа се снима известният по това време рекламен модел Николета Лозанова. През юли участва в ежегодното турне на музиканти на „Пайнер“. През септември Андреа представя песента „Моята порода“, последвана от втория ѝ самостоятелен албум, озаглавен „Мен си търсил“.

#### 2010 – 12: Връх: „Андреа 2010“ и „Лоша“
2010 г.
Първата песен, която Андреа представя за годината, е „С теб да бъдем пак“.
Песента ѝ с Кости Йонита – „Лъжа го с тебе“, се появява в интернет. На 17 юни певицата представя песента „Любовник“, която е без видеоклип. Андреа и Галена представят първия си дует „Блясък на кристали“ в интернет, а видеоклипът се появява на 28 юни. Певицата се изявява на турнето „Планета Дерби 2010“.
На 21 октомври Андреа представя още една нова песен без видеоклип, озаглавена „Целувай ме“ На 9 ноември се появява видеоклипът към песента „Хайде, опа“. Андреа и Илиян представят първата си дуетна песен „Не ги прави тия работи“ в интернет, а видеоклипът се появява на 16 декември. На 20 декември Андреа представя третия си албум, озаглавен „Андреа 2010“, с промоция.
2011 г.
На 21 април е реализиран видеоклипът на Андреа и орк. Кристали към песента „На екс“. След това Андреа записва песента „Няма накъде“ на Азис. През лятото певицата представя следващата си песен с видеоклип „Докрай“. Андреа и Анелия правят изненада за почитателите си. Пускат и част от първата си дуетна песен със заглавие „За да ме имаш“. Андреа и Борис Солтарийски представят видеоклип към първата си дуетна песен „Предай се“. През декември Андреа и Борис Дали представят видеоклип към първата си дуетна песен, озаглавена „Едно“.
2012 г.
На 23 януари Андреа представя четвъртия си самостоятелен албум „Лоша“. Андреа представя видеоклип към песента, озаглавена „Лоша“. Избран е за най-добрият клип на 2012 г.

#### 2012 – 15: Поредица от сингли и успехи
2012 г.
През лятото Андреа и Азис представят видеоклип към първата си дуетна песен, озаглавена „Пробвай се“. Избрана е за Хит на 2012 г. Новата дуетна песен „Няма друга“ на Андреа и Азис е презентирана официално в интернет. През септември Андреа става водеща в Шоуто на Слави където представя „Предай се“ заедно с Борис Солтарийски и „Пробвай се“ в дует с Азис, който е и неин гост в предаването. Андреа представи ТВ версия на песента „Искам, искам“, а видеоклипът се появява на 6 ноември. Песента става тотален хит и оглавява всички класации. Андреа става героиня във видеоигра, озаглавена "BAD GIRL". В края на годината излиза самостоятелната и песен „Тук до мен“ с ТВ версия. На 11-ите Годишни музикални награди на телевизия Планета Андреа печели две награди: Дискотечен хит на 2012 – „Пробвай се“ и „Оригинално присъствие на концертната сцена“.
2013 г.
В началото на годината Андреа представя новата си песен „Лош герой“ на концерта по случай връчването на музикалните награди на телевизия „Планета“, а видеоклипът се появява на 16 април. Песента става хит и оглавява класациите. Рапърът Honn Kong и Андреа сюрпризираха меломаните с песента „Без окови“. Новото видео на Андреа към парчето „Никой друг“ направи своята видео премиера на 12 август. Песента става тотален хит и оглавява класациите. На 1 ноември Андреа представя песента „Няма да съм аз“. Песента става тотален хит и оглавява всички класации. В края на декември Андреа и Джена представят видеоклип към първата си дуетна песен озаглавена „Пий едно от мене“. Песента става хит и оглавява класациите. На 12-ите Годишни музикални награди Андреа печели две награди: „Посланик на българската музика зад граница“ и „Дискотечен хит на 2013“ – „Няма да съм аз“.
2014 г.
Андреа изпя песента на Борис Дали „Ти реши“. Андреа представи видеоклип към най-новата си песен „Най-добрата“. В песента участие взема и Анелия. Песента се превръща в един от най-големите хитове за сезона и оглавява всички класации. Певицата се изявява на турне „Планета Лято 2014“. Новото видео на Андреа е към съвместната ѝ песен с Джордан „Искам нещо от теб“, която излиза на 24 октомври. На 13-ите Годишни музикални награди Андреа получава награда за „Най-успешни международни проекти през 2014“
2015 г.
Андреа представи новата си песен „Секс за ден“, в която участват Фики и Николета Лозанова, в интернет, а видеоклипът се появява на 1 юни. Певицата реализира своето първо турне в САЩ заедно със своята половинка Кубрат Пулев. Ето някои от градовете, които певицата посети: Ню Йорк, Торонто, Канада.

#### 2015 – 21: Раздяла с „Пайнер“ и ново начало
Андреа е удостоена с приз „Най-добър изпълнител от България“. Това стана на церемонията по връчването на Big Apple Music Awards 2015.
2017 г.
През август Андреа реализира дует със Сузанита – „Строго забранено“.
През юли 2019 г. Андреа се разделя с приятеля си Кубрат Пулев, след като срещу него са отправени за сексуален тормоз от журналистката Джени Суши.

### Кариера извън България

#### 2009 – 12: Група „Sahara“
2009 г.
В началото на 2009 г. Андреа стартира нов проект. „Sahara“ е името на международната група, в която певицата участва. Групата се сформира между нея, Кости Йонита и Lenox Brown. Първата песен, която триото реализира е песента „Избирам теб“ за българския пазар и „Tyalee“ за международната сцена. На английски език песента се издава от румънската компания Cat Music. В края на лятото група Sahara пускат следващия си клип към парчето „Моята порода“. То е и дует с румънския изпълнител Geo Da Silva. Песента отново има и английска версия „Bellezza“, издавана от Cat Music. Група Sahara представя английските си парчета по всички Национални румънски предавания – Kanal D, PRO TV, Antena 1 и други.
2010 г.
На бял свят се появява и втория международен проект на група Sahara. В него Андреа и Кости пеят в дует с продуцента на Puff Daddy – Mario Winans. Песента се казва „Mine“ и се разпространява от Warner Music Denmark.
2011 г.
Международните проекти на Андреа се завъртат по всички дискотеки по целия свят. Песента „I wanna“ става една от най-любимите песни за дефилета на канала Fashion TV, а „Champagne“ е най-желана за модни партита.

#### 2012 – 21: Самостоятелна кариера
2012 г.
През месец май 2012 г. Андреа напуска група Sahara. След напускането, Андреа подписа договор към най-голямата музикална компания в Румъния „Roton music“. С нея тя представя първото си самостоятелно парче на английски език – „Only you“, като гостува в Букурещ в десетки румънски предавания по различни канали – Kanal D, PRO TV и други. В същото време песента „Only you“ се превръща в поп хит на лято 2012 на City TV. Андреа заминава за Черна гора – на наградите „Montefolk“. Там отличиха изпълнителката за „Най-популярна балканска звезда“. Андреа е отличена с гласуване от сайта sin.bg като „Най-просперираща българка за 2012“.[източник? (Поискан днес)] През 2012 Андреа прави редица балкански концерти в Швейцария, Германия, Австрия и Словения. На специално награждаване в Белград – „Beogradski pobednik“ отличават Андреа като „Балканска звезда на годината“. На фестивала в Кралево (Сърбия) – Kraljevski Muziči Festival обявяват Андреа за „Европейски изпълнител на годината“.
2013 г.
Андреа влиза в риалити формата „Dancing stars“ за 2 седмици. Решава да направи различна стъпка като записва дует със сръбския рап изпълнител Cvija „Pozovi me“. В него тя пее за първи път на сръбски език. През месец май Андреа и Roton music представят парчето „Hayati“, което е дело на Adrian Sina и в него освен на английски тя пее и на арабски.[източник? (Поискан днес)] През месец декември Андреа изкарва втория си сръбски дует със сръбската звезда MC Yankoo – „Zvuk“. Песента става голям хит в Сърбия.
2014 г.
През февруари излиза следващото предложение на Кости и Андреа за международната сцена – „Chupa Song“. Заедно те представят песента в най-известните телевизии и радиа в Букурещ, Румъния – Pro TV, Antena 1, Kanal D, Antena 2, Radio 21 и други. Песента получава адмирации по целия свят. В края на годината Андреа представи видеоклипа към „Besame“. В международния проект на певицата участват Ronny Dae и Beny Blaze. Парчето е дело на хит мейкъра Costi. В лентата се изявява и Николета Лозанова.
През същата година Андреа записва „Peaceful Place“, заедно с певеца Алек Сандър. Във видеоклипа към песента, двамата държат флага с цветовете на дъгата – символ на движенията за равни права на ЛГБТ (лесбийки, гей, бисексуални и транссексуални) общността – в един бедняшки ромски квартал в София, заобиколен от етнически цигани от всички възрасти. Те подкрепят роми, ЛГБТ хора и други граждани, лишени от човешките им права, и изразяват подкрепата си към близките на жертвите в Украйна, Русия, Венецуела и Сирия. Премиерата на песента е с живо изпълнение на Годишните награди на Планета ТВ. В интервю, Алек казва, че с Андреа биха били арестувани, ако бяха пуснали точно тази песен, с видеото към нея, в Русия.
2015 г.
През 2015 г. Андреа представи новата си песен – „Universal Love“ с Едуард Мая. В края на годината Андреа представи – „Passion“. Международният проект е колаборация с румънската звезда Otilia, хит мейкъра Costi и световноизвестния рапър Shaggy.
2016 г.
Певицата реализира първия си международен проект в края на месец май, който е и първият ѝ за тази година. Песента носи името „Love is mine“ и е по музика и аранжимент на Кости, а лентата е заснета в Холивуд.
2017 г.
През юни певицата представя най-новия си международен проект, придружен с видеоклип – „Vitamin“, който е по музика на Adrian Sina ot Акчент.
2018 г.
На 20 април 2018 г. Андреа представя „Heart beating hard“ в дует със Sergio. на 28 септември е премиерата на дългоочаквания ѝ дует с Mario Joy – „Miss California“. Песента е качена в канала JHaps Records.
2019 г.
На 14 май 2019 г. Андреа представя новото си парче „Amor Peligroso“. Парчето се радва на голям успех с над 70 милиона гледания в YouTube.
2020 г.
На 9 януари 2020 г. Андреа представя новото си испанско парче „Soledad“, към което има видеоклип. На 18 март певицата представя песента „Gimme your love“ в колаборация с Corey Chorus, без видеоклип.
2021 г.
На 23 януари 2021 г. певицата представя новият си проект, който е на испански – „Ven Pa Ca“, като към песента има видеоклип. През август излиза следващата песен на Андреа, която отново е на испански, със заглавие – „Ale le“, като към нея няма видеоклип. През септември Андреа представя дуетното си парче с Josh X – „Lights“, песента е без видеоклип.

## Обществена дейност
Андреа изразява подкрепата си към ЛГБТ хората чрез песента „Peaceful Place“. Тя категорично отхвърля закона на Владимир Путин против гей пропагандата в Русия.
През 2011 г. Андреа взима участие в концерт на кампанията Българската Коледа, изпълнявайки дует с оперния певец Стефан Петков – Стефано.
През 2012 г. Андреа участва в благотворителен концерт под надслов „Да подкрепим хората от Перник“ заедно с други изпълнители.
През 2013 г. Андреа и Валери Божинов раздават енциклопедии на първокласници в столично училище по случай първия учебен ден.
През 2025 г. Андреа е сред изпълнителите в концерта на София Прайд пред близо 10 000 души.

## Дискография

### Студийни албуми
- Огън в кръвта (2008)[101]
- Мен си търсил (2009)[101]
- Андреа (2010)[101]
- Лоша (2012)[101]

### Компилации
- The Best Selection (2009)
- Best Video Selection (2010)
- Andrea's Best Balkan Hits (2017)
- Повече от думи (2023)[102]

## Турнета и самостоятелни концерти
Участва в летните турнета на „Пайнер“:
- Планета Дерби Плюс 2008
- Планета Дерби 2009
- Планета Дерби 2010
- Планета Лято 2014

Самостоятелно турне
- Андреа – U.S. & Canada Tour (2015)[103]

Концерти зад граница – Великобритания, Македония, Сърбия, Турция, Гърция, Холандия, Белгия, Русия, Германия, Румъния, САЩ

## Награди
Награди от модния подиум
| Година | Получател | Награда                    |
| ------ | --------- | -------------------------- |
| 2002   | Андреа    | Мис София 2002             |
| 2005   | Андреа    | Супер модел на зрителите   |
| 2005   | Андреа    | Супер модел на водка Флирт |
| 2005   | Андреа    | Мис Туризъм България 2005  |

Годишни награди на ТВ „Планета“
| Година | Получател        | Награда                                           |
| ------ | ---------------- | ------------------------------------------------- |
| 2008   | „Само мой“       | Дует на годината                                  |
| 2009   | Андреа           | Най-прогресиращ изпълнител                        |
| 2010   | „Андреа 2010“    | Албум на годината                                 |
| 2010   | Андреа           | Пробив на световната музикална сцена              |
| 2011   | „Едно“           | Дует на годината                                  |
| 2011   | „Предай се“      | Артистично присъствие на изпълнител във видеоклип |
| 2012   | „Пробвай се“     | Дискотечен хит на годината                        |
| 2012   | Андреа           | Оригинално присъствие на концертната сцена        |
| 2013   | Андреа           | Посланик на българската музика зад граница        |
| 2013   | „Няма да съм аз“ | Дискотечен хит на годината                        |
| 2014   | Андреа           | Най-успешни международни проекти през 2014        |

Други музикални награди
| Година | Получател        | Награда                                                                                 |
| ------ | ---------------- | --------------------------------------------------------------------------------------- |
| 2008   | Андреа и Кости   | Вокална формация на годината [Награди на сп. Нов фолк]                                  |
| 2008   | „Само мой“       | Дует на годината [Награди на сп. Нов фолк]                                              |
| 2008   | Андреа           | Най-прогресиращ изпълнител [Годишни награди на радио „Романтика“]                       |
| 2008   | Андреа и Кубрат  | Най-секси двойка [Нощта на сексбомбите]                                                 |
| 2009   | Андреа           | Успехи зад граница [Награди на сп. Нов фолк]                                            |
| 2009   | Андреа           | Най-хитова певица [Награди на сп. Нов фолк]                                             |
| 2009   | Андреа           | Любимец на слушателите [Годишни награди на радио „Романтика“]                           |
| 2009   | Андреа           | Секс бомба на годината [Нощта на сексбомбите]                                           |
| 2010   | Андреа           | Успехи зад граница [Награди на сп. Нов фолк]                                            |
| 2010   | Андреа           | Оригинално сценично присъствие [Награди на сп. Нов фолк]                                |
| 2010   | Андреа           | Най-хитова певица [Награди на сп. Нов фолк]                                             |
| 2010   | „Андреа 2010“    | Любовен албум на годината [Годишни награди на радио „Романтика“]                        |
| 2011   | „Докрай“         | Летен хит [Награди на сп. Нов фолк]                                                     |
| 2011   | „Едно“           | Дуетна кавърверсия на годината [Награди на сп. Нов фолк]                                |
| 2011   | Андреа           | Успехи зад граница [Награди на сп. Нов фолк]                                            |
| 2011   | „Искам теб“      | Любовен дискотечен хит [Годишни награди на радио „Романтика“]                           |
| 2011   | „Докрай“         | Секси хит на годината [Награди на Paparazzi.bg]                                         |
| 2011   | Андреа           | Най-стилна звезда [Награди на Paparazzi.bg]                                             |
| 2011   | „Докрай“         | Видеоклип на годината [Hotnews.bg]                                                      |
| 2011   | Андреа           | Най-популярна балканска звезда [Folk-estrada.bloger.hr]                                 |
| 2012   | „Пробвай се“     | Хит на годината [Signal.bg]                                                             |
| 2012   | „Лоша“           | Видеоклип на годината [Signal.bg]                                                       |
| 2012   | Андреа           | Най-популярна балканска звезда [Награди на „Montefolk“ – Черна Гора]                    |
| 2012   | Андреа           | Най-успешна певица [Ladies Awards Beauty & Succsess]                                    |
| 2013   | Андреа           | Европейски изпълнител на годината [Кралевски музикален фестивал – Кралево]              |
| 2013   | Андреа           | Попфолк икона [Нощта на блондинките]                                                    |
| 2013   | Андреа           | Балканска звезда [Beogradski pobednik – Белград]                                        |
| 2014   | Андреа           | Fashion idol [Бал на топ моделите]                                                      |
| 2015   | Андреа           | Най-добър изпълнител от България [Big Apple Music Awards 2015]                          |
| 2016   | Андреа           | Най-добър български изпълнител [Big Apple Music Awards 2016]                            |
| 2016   | Андреа           | Най-добър балкански изпълнител [Big Apple Music Awards 2016]                            |
| 2016   | Андреа           | Най-добър изпълнител от България [Daf Bama Music Awards 2016]                           |
| 2016   | Андреа           | Най-добър изпълнител на Балканите [Daf Bama Music Awards 2016]                          |
| 2016   | Андреа           | Награда Синя Звезда (Christian of Roma Международен фестивал на прическата и красотата) |
| 2017   | Андреа           | Най-добър изпълнител от България [Daf Bama Music Awards 2017]                           |
| 2017   | Андреа           | Най-известната българка в чужбина [Награди на списание „En Moda“]                       |
| 2018   | Андреа           | Най-добър изпълнител на Балканите [Big Apple Music Awards 2018]                         |
| 2018   | Андреа           | Най-добър изпълнител от България [Награди на списание „En Moda“]                        |
| 2018   | Андреа           | Най-бляскав Европейски изпълнител [Награди на списание „En Moda“]                       |
| 2019   | Андреа           | Най-добър български изпълнител [Награди на списание „En Moda“]                          |
| 2019   | „Amor Peligroso“ | Най-добър видеоклип на годината [Lifestyle Awards 2019]                                 |
| 2024   | „Лоша“           | Ретро хит на годината                                                                   |

## Филмография
- Мисия Лондон (2010) – в ролята на руски наемен убиец
- Столичани в повече (2018) – водеща на сватбена церемония[120]